# Noleggio auto
Un noleggio auto o autonoleggio è una società che affitta automobili per periodi di tempo più o meno lunghi (da poche ore ad alcuni anni). Spesso sono società con numerose sedi. Sono posizionate soprattutto nei pressi dei nodi principali, come aeroporti, porti, stazioni ferroviarie. La maggior parte offre dei servizi di prenotazione e gestione online.
Queste società servono persone che necessitano temporaneamente di un veicolo, come turisti, viaggiatori, persone che non dispongono della propria automobile. Oltre alle auto, il settore è composto anche da società di affitto di semoventi, furgoni, moto, scooter, e altri mezzi. Le agenzie offrono anche servizi extra, quali il GPS, telepass, seggiolini per bambini, carrelli, e altri.

## Storia

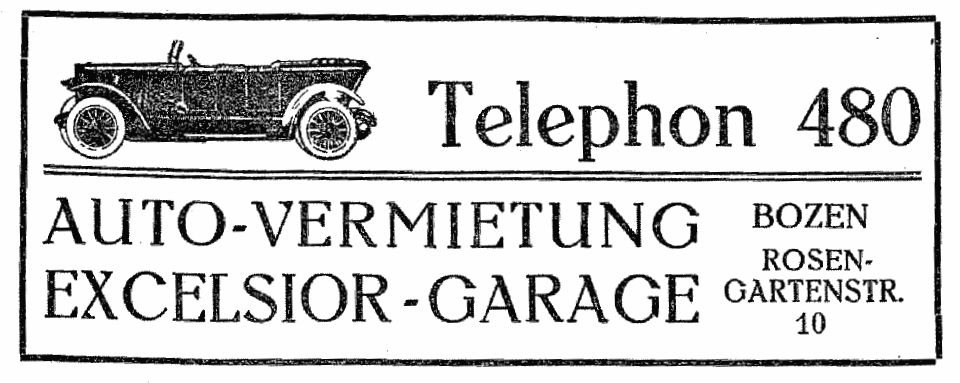
Pubblicità per noleggio auto a Bolzano del 1925

Cavalli, carri, carrozze e simili sono stati affittati da tempo immemorabile. Il primo esempio di auto offerta in affitto risale al 1904, mentre la prima società del settore, la tedesca Sixt fu fondata nel 1912, con tre auto disponibili.
Joe Saunders di Omaha, Nebraska inizio con il prestito di una Ford Model T nel 1916, solo nell'anno successivo la sua compagnia aveva 18 Ford Model T al prezzo di 10 centesimi per chilometro. Il nome della società divenne Saunders drive - it - yourself e successivamente Saunders Sistem. Nel 1926 la società operava in 56 città, venne acquistata dalla Avis nel 1955.
Un primo concorrente di Saunders fu la Walter L. Jacobs, con sede a Chicago, aperta nel 1918 con dodici Ford Model T, acquistata nel 1923 da John Hertz.
In Gran Bretagna, il noleggio auto è iniziato con Godfrey Davis, nel 1920, e acquistato da Europcar nel 1981.

## Tipi di formule
Esistono tre principali formule per poter noleggiare un'auto senza conducente, il noleggio a breve termine, il noleggio a lungo termine e il leasing. 
- Il noleggio a breve termine dura da poche ore fino a 6 mesi e il prezzo varia a seconda della durata, del modello di auto, degli optional richiesti, dei chilometri percorsi;
- Il noleggio a lungo termine dura dai 6 mesi ai 5 anni
- Il leasing è una formula che tramite un pagamento rateizzato concede di poter riscattare il mezzo.[2]

## Modello di business
Le aziende che operano nel noleggio auto sono proprietarie di una flotta di veicoli che affittano o concedono in leasing a privati o altre aziende. La flotta può essere di proprietà dell'azienda (detti veicoli a rischio perché l'azienda non sa se il veicolo sarà rivenduto quando sarà fuori servizio), possono essere affittati, oppure si può creare un programma detto buy-back attraverso un produttore o un braccio finanziario del costruttore (conosciuti come veicoli riacquisiti perché il produttore decide un prezzo di acquisto iniziale e uno di riscatto arrivato a un determinato periodo).
Per rinnovare la flotta di auto le aziende hanno diverse soluzioni, come la possibilità di acquisto diretto dell'auto da chi l'ha noleggiata a prezzo di mercato, oppure attraverso la messa all'asta di uno o più veicoli.

## Veicoli
I mezzi disponibili sono molteplici e delle più varie esigenze, dalla city car, al furgone, all'auto di lusso, al camion finanche gli scooter e moto. Sono inoltre presenti modelli di prestigio oppure elettrici o ibridi. Altre società sono specializzate nell'affittare auto storiche, come Rent-a-Wreck. Le agenzie si trovano normalmente negli aeroporti, nelle grandi città, ma anche nei centri turistici.
Per consentire una classificazione uniforme e facile per confrontare i prezzi di noleggio auto, l'Associazione di autonoleggio del settore sistemi e standard (ACRISS) ha sviluppato il sistema di codifica ACRISS Car Classification Code. Questo descrive la dimensione, numero di porte, il tipo di cambio (manuale / automatico), e se la vettura è dotata di aria condizionata, codificato in quattro lettere. Classificazioni aggiuntive in base ai numeri dei sedili e il volume del tronco sono stati fissati anche dalla Belgian Rent.